# وایت ایرویز
وایت ایرویز (به انگلیسی: White Airways) یک شرکت هواپیمایی با کد یاتا WI است که در تاریخ ۲۰۰۵ میلادی تأسیس شده‌است.
دفتر مرکزی وایت ایرویز در پرتغال واقع شده‌است و قطب این شرکت هواپیمایی در فرودگاه لیسبون پورتلا قرار دارد و به ۲۷ مقصد، پرواز مستقیم انجام می‌دهد.

## مقصدهای پروازی
بنا بر داده‌های دسامبر ۲۰۱۵ میلادی، مقصدهای پروازی وایت ایرویز به شرح زیر است:
کیپ ورد
- سال، کیپ ورد - فرودگاه بین‌المللی امیلکر کبرل

کوبا
- وارادرو - فرودگاه خوآن گئوآلبرتو گومس

جمهوری دومینیکن
- پونتا کانا - فرودگاه بین‌المللی پونتا کانا
- Samaná - فرودگاه بین‌المللی سامانالف ال کتی

جامائیکا
- مونتگوبی - فرودگاه بین‌المللی سنگستر

مکزیک
- کانکون، کینتانا رو - فرودگاه بین‌المللی کانکون، کینتانا رو

اسپانیا
- فوئرته‌ونتورا - فرودگاه فوئرته‌ونتورا
- ایبیزا، اسپانیا - فرودگاه ایبیزا (اسپانیا)
- لاس پالماس - فرودگاه گرن کناریا
- لانزاروته - فرودگاه لانزاروته
- تنریف - فرودگاه تنریف جنوبی

## ناوگان هوایی

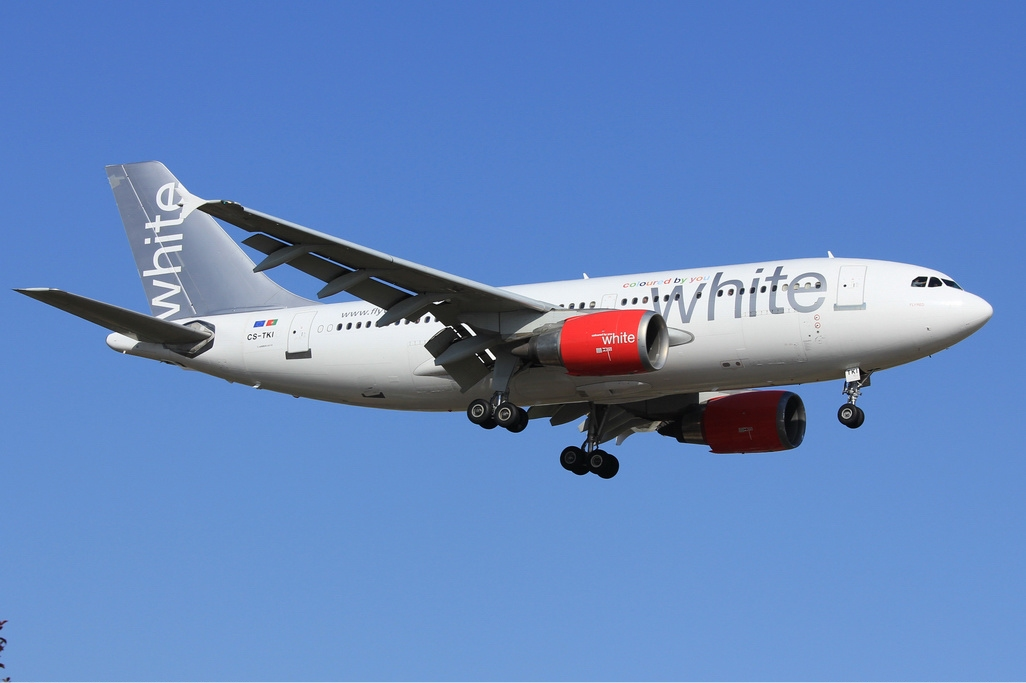
ایرباس آ۳۱۰-۳۰۰

بنا بر داده‌های دسامبر ۲۰۱۴ میلادی، ناوگان هوایی وایت ایرویز به شرح زیر است: